# Spongia
Genre
Synonymes
- Euspongia
- Pseudobasta Topsent, 1931

Le genre Spongia regroupe plusieurs espèces d'éponges de la famille des Spongiidae.

## Morphologie et anatomie

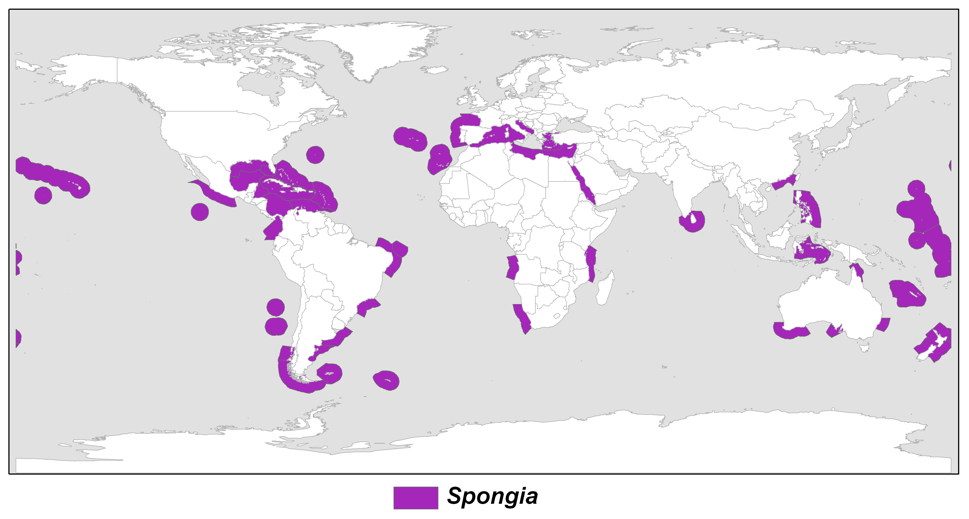
Distribution des différentes espèces du genre.

De forme grossièrement globulaire mais très variable, les Spongia possèdent un squelette constitué d'un réseau dense de fibres résistantes et élastiques de spongine.

## Liste d'espèces
Selon Catalogue of Life (11 mai 2016) :
- Spongia adjimensis (Topsent, 1925)
- Spongia agaricina Pallas, 1766
- Spongia anclotea de Laubenfels & Storr, 1958
- Spongia arabica Keller, 1889
- Spongia australis Bergquist, 1995
- Spongia bailyi (Lendenfeld, 1886)
- Spongia barbara Duchassaing & Michelotti, 1864
- Spongia bibulus Rao, 1941
- Spongia brunnea Lévi, 1969
- Spongia catarinensis Mothes, Kasper, Lerner, Campos & Carraro, 2006
- Spongia cerebralis Thiele, 1905
- Spongia ceylonensis Dendy, 1905
- Spongia coelosia Duchassaing & Michelotti, 1864
- Spongia conifera (Lendenfeld, 1886)
- Spongia cookii Hyatt, 1877
- Spongia corrugata Cook & Bergquist, 2001
- Spongia cristata Cook & Bergquist, 2001
- Spongia distans (Schulz, 1900)
- Spongia excavata (Lendenfeld, 1889)
- Spongia fenestrata Rao, 1941
- Spongia fistulosa (Lendenfeld, 1889)
- Spongia gorgonocephalus Cook & Bergquist, 2001
- Spongia gracilis Cook & Bergquist, 2001
- Spongia graminea Hyatt, 1877
- Spongia hispida Lamarck, 1814
- Spongia hospes (Lendenfeld, 1889)
- Spongia illawarra (Whitelegge, 1901)
- Spongia irregularis (Lendenfeld, 1889)
- Spongia lacinulosa Lamarck, 1814
- Spongia lamella (Schulze, 1879)
- Spongia lesleighae Helmy, El Serehy, Mohamed & van Soest, 2004
- Spongia lignea Hyatt, 1877
- Spongia lobosa (Polejaeff, 1884)
- Spongia magellanica Thiele, 1905
- Spongia manipulatus Cook & Bergquist, 2001
- Spongia matamata de Laubenfels, 1954
- Spongia mexicana Hyatt, 1877
- Spongia mokohinau Cook & Bergquist, 2001
- Spongia mollicula Hyatt, 1877
- Spongia muricata Linnaeus, 1759
- Spongia nicholsoni Hyatt, 1877
- Spongia nitens (Schmidt, 1862)
- Spongia obliqua Duchassaing & Michelotti, 1864
- Spongia obscura Hyatt, 1877
- Spongia oceanica de Laubenfels, 1950
- Spongia officinalis Linnaeus, 1759
- Spongia osculata (Lendenfeld, 1889)
- Spongia osculosa (Lendenfeld, 1889)
- Spongia papyracea Hyatt, 1877
- Spongia perforata (Lendenfeld, 1889)
- Spongia pertusa Hyatt, 1877
- Spongia pilosa (Wilson, 1902)
- Spongia reticulata (Lendenfeld, 1886)
- Spongia solitaria Hyatt, 1877
- Spongia spinosa (Lendenfeld, 1888)
- Spongia stellifera Lamarck, 1814
- Spongia sterea de Laubenfels & Storr, 1958
- Spongia suriganensis (Wilson, 1925)
- Spongia sweeti (Kirkpatrick, 1900)
- Spongia tampa de Laubenfels & Storr, 1958
- Spongia tectoria Hyatt, 1877
- Spongia tenuiramosa (Dendy, 1905)
- Spongia tubulifera Lamarck, 1814
- Spongia violacea Lévi, 1969
- Spongia virgultosa (Schmidt, 1868)
- Spongia zimocca Schmidt, 1862

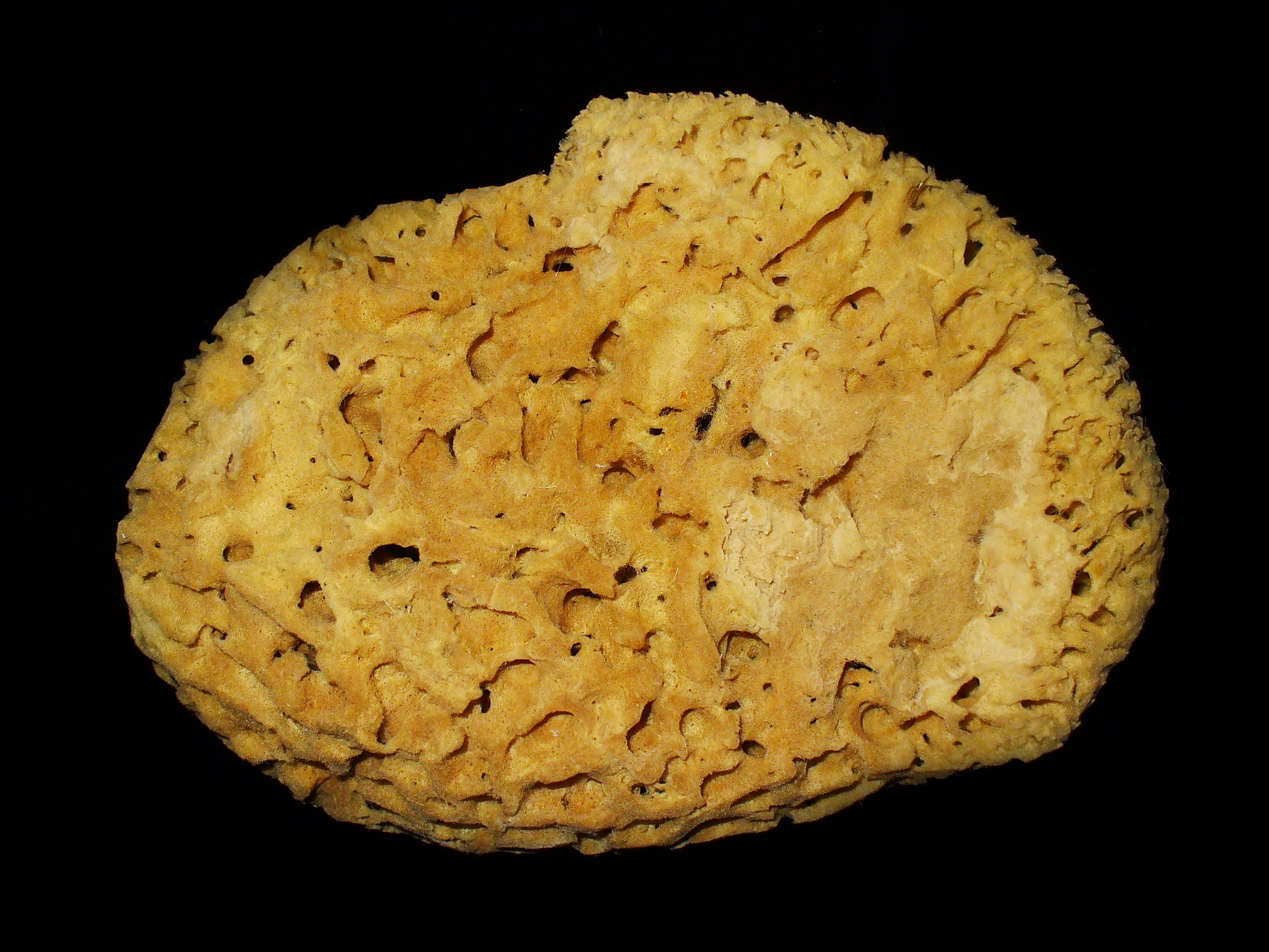
Spongia officinalis
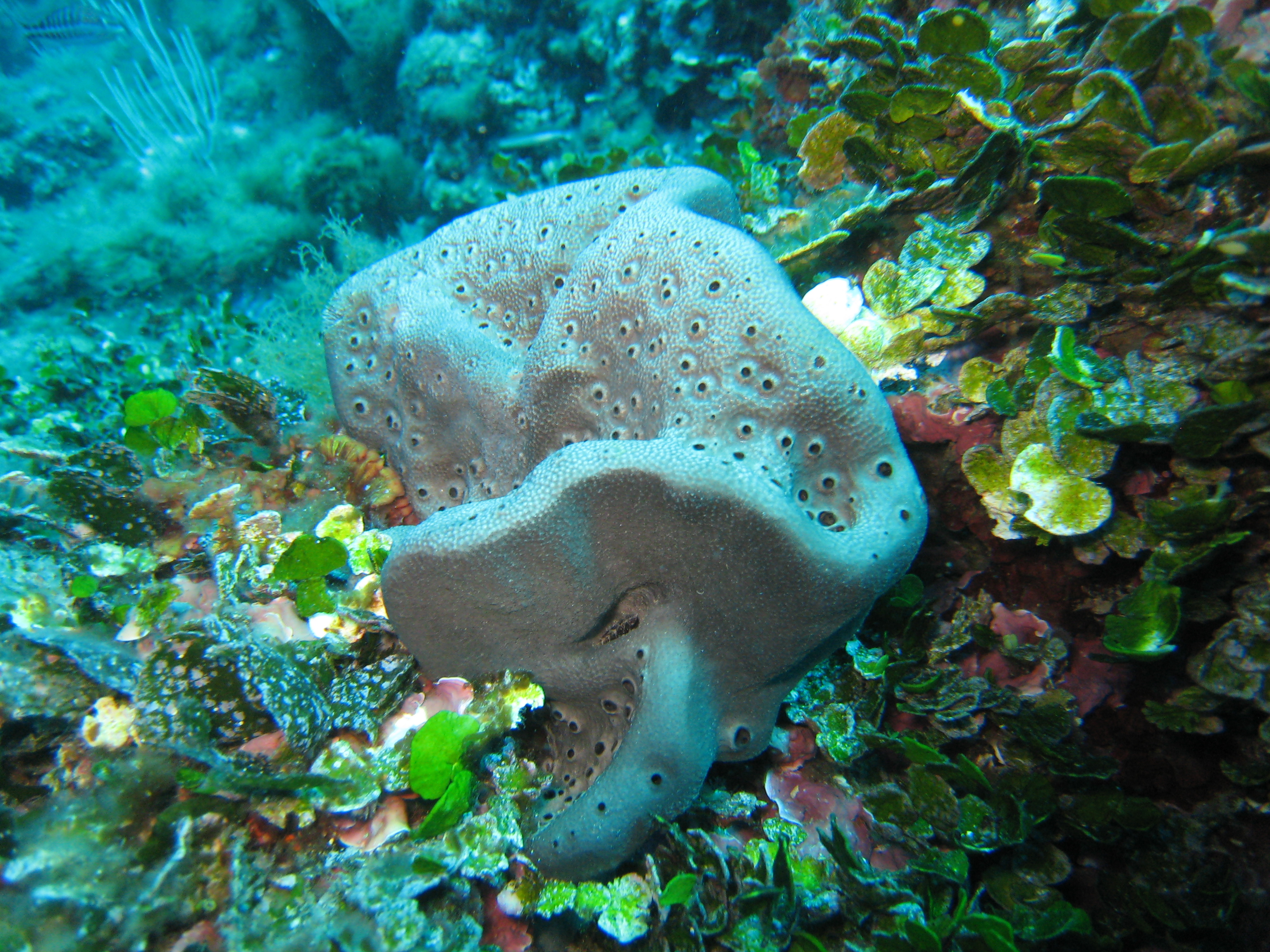
Spongia lamella

## LesSpongiaet l'homme
Certaines espèces de Spongia sont pêchées, voire élevées, dans le but de fournir des éponges de toilette naturelles. L'espèce la plus connue pour ses applications pratiques est Spongia officinalis.